# ジミー・オズモンド
ジミー・オズモンド（Jimmy Osmond、1963年4月16日 - ）は、アメリカ合衆国の男性歌手、実業家である。幼少時の表記は、リトル・ジミー・オズモンド (Little Jimmy Osmond)。日本でも「ジミー坊や」の愛称で人気を博した。

## 略歴
1967年、3歳でオズモンド・ブラザーズの末っ子としてデビューをする。
1972年3月発売の「リバプールから来た恋人」が全英シングルチャート1位（全米38位）を記録し、全英シングルチャート1位獲得最年少記録を更新する（当時、9歳8ヶ月）。ラヴァーン・ベイカーのカバー「Tweedle Dee」（邦題は「陽気なジミー」）が全英4位を記録する。
1974年、エディ・ホッジスのカバー「I'm Gonna Knock on Your Door（恋の売り込み）」が全英11位を記録する。
1992年、ミズーリ州ブランソンのBob O Links Theatreを買収し、「オズモンズ・ファミリー・シアター」と改名して、オズモンズ・ファミリー定期公演を行う（2009年に売却。クレイ・クーパー・シアターとして再オープンしている）。
2014年、アンディ・ウィリアムスの遺族に依頼され、ウィリアムスが1992年にブランソンにオープンした「ムーン・リヴァー・シアター」を買収し運営をする。2016年1月に「アンディ・ウィリアムス・パフォーミング・アーツ・センター」と改名する。

## 日本との関わり
1970年2月にアメリカで録音した日本語歌詞の「ちっちゃな恋人（My Little Darling）」を、同年4月5日に日本でシングルとして発売する（日本コロムビア・デノン）。同曲はオリコン2位、レコード売り上げ30万枚を超えるヒットを記録し、自身初のゴールドレコードを獲得する。同年、フジテレビ系列で放送されたバラエティ番組『祭りだ!ワッショイ!』のワンコーナー「おたのしみアニメ劇場（歌謡アニメ劇場）」でもジミーの歌う「ちっちゃな恋人」が使用された。なお、日本では「ちっちゃな恋人」のほか3枚のゴールドレコードを獲得している。
1981年、『日曜お笑い劇場』に留学生という設定で出演した。
1987年、マイケル・ジャクソン『バッド・ワールド・ツアー』において、日本公演の仲介役を務めた。
2017年、37年ぶりの日本公演を日経ホールで開催した。

## ディスコグラフィ

### アルバム
- 『オズモンズ・イン・トウキョウ』 - The Osmonds Live In Tokyo (1971年、CD-7015) ※The Osmonds & Jimmy Osmond, Toshiyuki Miyama & His The New Herd名義
- 『ジミーのちっちゃなちっちゃなコンサート』 - Little Jimmy (1972年) ※日本のみ。帯には「涙くんさよなら」
- 『キラー・ジョー/陽気なジミー』 - Killer Joe (1972年、MM-2046)
- Little Arrows (1975年)
- 『君はプリティー/恋のI.D. Call』 - Kimi Wa Pretty (1981年、28SH-46) ※日本のみ
- Siempre Tu (1985年) ※スペイン語で歌唱
- Keep the Fire Burnin’ (2000年)

### シングル
- ちっちゃな恋人 - "My Little Darling" / 私のペギー - "Pegy O' My Heart"（1970年4月5日、CD-62）
- ヤング・ラヴ・スイング - "Young Love Swing" / シャ・ラ・ラ - "Sha La La"（1970年7月、CD-77）
- チュクチュク - "Chuk Chuk" / ジミーの子守唄 - "Jimmy Lullaby"（1970年、CD-90）
- ジングル・ベル - "Jingle Bells" / ママがサンタにキッスした - "I Saw Mammy Kissing Santa Claus"（1970年10月、CD-94）
- ジミー・オズモンドをあなたに Vol. 1（1970年11月、CD-3005） ※EP
- ジミーの陽気な盗賊たち - "Jimmy's The Happy Robbers" / みつけた幸せ - "I Found a Little Happiness"（1971年2月、CD-103）
- サインはピース - "Put Your Hand in The Hand" / フラーティン - "Flirtin'"（1971年7月、CD-1001）
- 涙くんさよなら - "Good-bye Mr. Tears" / 秘密の花園 - "Utopia"（1972年2月、CD-1014-IN）
- デイトはだめよ - "She is Good Lood" / バイ・バイ・スザンヌ - "Bye Bye Susanne"（1972年4月、CD-1019-IN）
- ママに捧げる詩 - "Mother Of Mine" / リヴァプールから来た恋人 - "Long Haired Lover From Liverpool"（1972年5月、CD-1020-IN）
- 陽気なジミー - "Tweedlee Dee" / キラー・ジョー - "Killer Joe"（1973年2月、DM-1240）
- マミー・ソング - "Give Me a Good Old Mammy Song" / 恋の売り込み - "I'm Gonna Knock on Your Door"（1974年4月、DM-1252）
- ひとりぼっちの秘密 - "Secret Love" / 僕のメッセージ - "Message"（1978年、SFL-2306）
- 君はプリティー - "Kimi Wa Pretty" / TOKYOサバンナ - "Tokyo Savannah"（1981年、07-5H-93）
- そよ風に乗って - "Livin' In Love" / ワン・モア・チャンス - "One More Chance"（1982年、07-5H-113）

### オズモンズ
- 『ベスト・オブ・オズモンズ』 - Best of the Osmonds (1971年、CD-4038-39)
- 『オズモンズと楽しいクリスマス』 - Christmas Holiday (1971年、CD-7006)